# Mozart in the Jungle
Mozart in the Jungle (ou Mozart dans la jungle au Québec) est une série télévisée américaine développée par Roman Coppola, Jason Schwartzman et Alex Timbers, basée sur Mozart in the Jungle: Sex, Drugs, and Classical Music de la hautboïste Blair Tindall (en), produite par Picrow et diffusée depuis le 6 février 2014 sur Amazon Video et au Canada depuis le 27 février 2015 sur le service shomi.
En France, cette série est disponible sur Amazon Vidéo  et au Québec depuis le 8 octobre 2015 sur ARTV.
Le 6 avril 2018, Amazon a mis fin à la série après quatre saisons.

## Synopsis
L'histoire est inspirée des mémoires de la hautboïste Blair Tindall (en), Mozart in the Jungle: Sex, Drugs, and Classical Music, racontant sa carrière à New York et ses participations à plusieurs concerts au sein de l'Orchestre philharmonique de New York et d'orchestres de Broadway. La série met en scène Gael García Bernal dans le rôle de Rodrigo, un personnage inspiré du chef d'orchestre Gustavo Dudamel, aux côtés de Lola Kirke, Malcolm McDowell, Saffron Burrows, Hannah Dunne, Peter Vack et Bernadette Peters.

## Distribution

### Acteurs principaux
- Lola Kirke (VF : Claire Beugnies) : Hailey Rutledge
- Gael García Bernal (VF : Mathieu Moreau) : Rodrigo De Souza
- Saffron Burrows (VF : Marcha Van Boven) : Cynthia Taylor
- Hannah Dunne (en) (VF : Audrey D'Hulstère) : Lizzie
- Peter Vack (VF : Grégory Praet) : Alex Merriweather
- Malcolm McDowell (VF : Philippe Résimont) : Thomas Pembridge
- Bernadette Peters (VF : Carine Seront) : Gloria Windsor (récurrent saison 1, principal saison 2)

### Acteurs récurrents
- Debra Monk : Betty
- Mark Blum (VF : Daniel Nicodème) : Union Bob
- Jennifer Kim (VF : Marie Du Bled) : Sharon
- Joel Bernstein (VF : Patrick Donnay) : Warren Boyd
- Nora Arnezeder (VF : Séverine Cayron) : Anna Maria
- John Miller (VF : John Dobrynine) : Dee Dee
- Brennan Brown : Edward Biben
- Makenzie Leigh : Addison
- Margaret Ladd (en) : Claire
- Jason Schwartzman : Bradford Sharpe
- Gretchen Mol (VF : Nathalie Hugo) : Nina[7] (saison 2)
- Aaron Moten : Erik Winkelstrauss[8] (saison 2)
- Monica Bellucci (VF : Francine Laffineuse) : Alessandra[9] (saison 3)
- Prema Cruz : Sara[10] (saison 3)

- Version française
  - Société de doublage : Cinéphase
  - Direction artistique : Bruno Buidin
  - Adaptation des dialogues : Sylvie Abou Isaac et Nathalie Xerri
  - Auteurs des sous-titres : Laëtitia Delcroix (saison 1 à 4), Coline Magaud (saison 3 et 4)
- Et avec les voix de :

- Arthur Dubois
- David Manet
- Nicolas Matthys
- Olivier Premel
- Simon Duprez
- Colette Sodoyez
- Mélissa Windal
- Sophie Pyronnet
- Gauthier de Fauconval
- François Mairet

Source VF : Carton de doublage télévisuel

## Épisodes

### Première saison (2014)
| №  | #  | Titre                                                 | Réalisateur              | Scénariste                                                          | Première diffusion |
| -- | -- | ----------------------------------------------------- | ------------------------ | ------------------------------------------------------------------- | ------------------ |
| 1  | 1  | Pilote Pilot                                          | Paul Weitz               | Alex Timbers, Roman Coppola et Jason Schwartzman                    | 6 février 2014     |
| 2  | 2  | La Cinquième chaise Fifth Chair                       | Paul Weitz               | Paul Weitz et John Strauss                                          | 23 décembre 2014   |
| 3  | 3  | Symphonie silencieuse Silent Symphony                 | Bart Freundlich          | Mark Steilen                                                        | 23 décembre 2014   |
| 4  | 4  | L'insulte à Tchaïkovsky You Have Insulted Tchaikovsky | Daisy von Scherler Mayer | David I. Stern                                                      | 23 décembre 2014   |
| 5  | 5  | Ana Maria I'm with the Maestro                        | Tricia Brock             | Alex Timbers et Nikki Schiefelbein                                  | 23 décembre 2014   |
| 6  | 6  | Une répétition pas comme les autres The Rehearsal     | Bart Freundlich          | Histoire : Paula Yoo Mise en scène : John Strauss et David I. Stern | 23 décembre 2014   |
| 7  | 7  | À la recherche de l'inspiration You Go to My Head     | Roman Coppola            | Adam Brooks et Kate Gersten                                         | 23 décembre 2014   |
| 8  | 8  | Voyage intérieur Mozart with the Bacon                | Adam Brooks              | Roman Coppola et Jason Schwartzman                                  | 23 décembre 2014   |
| 9  | 9  | La Passion Now, Fortissimo!                           | Daryl Wein (en)          | Alex Timbers                                                        | 23 décembre 2014   |
| 10 | 10 | Le Grand soir Opening Night                           | Paul Weitz               | Histoire : John Strauss et Paul Weitz Dialogues : Paul Weitz        | 23 décembre 2014   |

### Deuxième saison (2015)
Le 18 février 2015, la série est renouvelée pour une deuxième saison, mise en ligne le 30 décembre 2015.
| №  | #  | Titre                                                          | Réalisateur       | Scénariste                                                              |
| -- | -- | -------------------------------------------------------------- | ----------------- | ----------------------------------------------------------------------- |
| 11 | 1  | Un père sévère Stern Papa                                      | Paul Weitz        | Paul Weitz                                                              |
| 12 | 2  | Un Nouvel assistant Nothing Resonates Like Rhinoceros Foreskin | Adam Brooks       | Roman Coppola et Jason Schwartzman                                      |
| 13 | 3  | Question de choix It All Depends on You                        | Adam Brooks       | Stuart Blumberg                                                         |
| 14 | 4  | Du feu à revendre Touché Maestro, Touché                       | Jason Schwartzman | Alex Timbers                                                            |
| 15 | 5  | Le Retour du roi Regresso Del Rey                              | Roman Coppola     | Adam Brooks                                                             |
| 16 | 6  | Comment faire rire le bon Dieu ? How to Make God Laugh         | Roman Coppola     | Stuart Blumberg et Adam Brooks                                          |
| 17 | 7  | Un monde impitoyable Can You Marry a Moon?                     | Tricia Brock      | David Iserson                                                           |
| 18 | 8  | Double funérailles Leave Everything Behind                     | Tricia Brock      | Rachel Axler                                                            |
| 19 | 9  | Amusie Amusia                                                  | Paul Weitz        | Kate Gersten et Matt Shire                                              |
| 20 | 10 | Lock-out Home                                                  | Paul Weitz        | Histoire : Paul Weitz Dialogues : Paul Weitz, Kate Gersen et Matt Shire |

### Troisième saison (2016)
Le 9 février 2016, la série est renouvelée pour une troisième saison, mise en ligne le 9 décembre 2016.
| №  | #  | Titre                                                   | Réalisateur        | Scénariste                 |
| -- | -- | ------------------------------------------------------- | ------------------ | -------------------------- |
| 21 | 1  | La Fiamma                                               | Paul Weitz         | Paul Weitz                 |
| 22 | 2  | Symphonie contemporaine The Modern Piece                | Will Graham        | Kate Gersten               |
| 23 | 3  | Redevenir un enfant My Heart Opens to Your Voice        | Patricia Rozema    | Will Graham                |
| 24 | 4  | Une Diva en cavale Avventura Romantica                  | Patricia Rozema    | Susan Coyne                |
| 25 | 5  | Une Renaissance Now I Will Sing                         | Paul Weitz         | Paul Weitz et Peter Morris |
| 26 | 6  | Un Accord ou la mort Symphony of Red Tape               | Azazel Jacobs      | Hannah Bos et Paul Thureen |
| 27 | 7  | L’Échappée belle Not Yet Titled                         | Roman Coppola      | Roman Coppola              |
| 28 | 8  | Le changement, c'est maintenant. Circles Within Circles | Tricia Brock       | Noelle Valdivia            |
| 29 | 9  | La Première fois Creative Solutions for Creative Lies   | Gael García Bernal | Susan Coyne et Will Graham |
| 30 | 10 | Ne jamais renoncer You're the Best or You F'ing Suck    | Paul Weitz         | Paul Weitz                 |

### Quatrième saison (2018)
Le 30 janvier 2017, la série est renouvelée pour une quatrième saison, mise en ligne le 16 février 2018.
| №  | #  | Titre                                               | Réalisateur     | Scénariste                           |
| -- | -- | --------------------------------------------------- | --------------- | ------------------------------------ |
| 31 | 1  | Le petit ami The Boyfriend                          | Paul Weitz      | Paul Weitz                           |
| 32 | 2  | Retour au bercail If I Was An Elf, I Would Tell You | Will Graham     | Will Graham                          |
| 33 | 3  | Les rongeurs du Symphony Significant Lover          | Kat Coiro       | Sarah Walker                         |
| 34 | 4  | A la recherche du fantôme perdu An Honest Ghost     | Tobias Datum    | Halley Feiffer                       |
| 35 | 5  | Le coach The Coach                                  | Azazel Jacobs   | Andrew Pierce Fleming et Matt Kriete |
| 36 | 6  | WAM Domo Arigato                                    | Paul Weitz      | Peter Morris et Paul Weitz           |
| 37 | 7  | Symphonie de malheur ! We're Not Robots             | Azazel Jacobs   | Susan Coyne                          |
| 38 | 8  | Une vie, une chance Ichi Go Ichi E                  | Roman Coppola   | Roman Coppola et Susan Coyne         |
| 39 | 9  | Duel I Want You To Think Of Me                      | Wendey Stanzler | Sarah Walker                         |
| 40 | 10 | Une nouvelle ère Dance                              | Paul Weitz      | Paul Weitz                           |

## Réception

### Récompenses
2015
Image Foundation Awards du meilleur acteur dans une série télévisée pour Gael Garcia Bernal
2016
- Golden Globe Award de la meilleure série comique ou musicale
- Golden Globe Award du meilleur acteur dans une série comique ou musicale pour Gael Garcia Bernal[16]